# 강민서
강민서(2004년 3월 17일 ~ )는 대한민국의 가수다. 2022년 싱글 앨범 [자존감 물주기]로 데뷔했다.

## 방송
- 걸스 온 파이어 (2024) - Top50

## 음반
- 자존감 물주기 (2022)
- 너로 보여 (2022)
- BASTIONS OST Part.2 (2023)

## 공연
- 2022 대청호대덕뮤직페스티벌 - 대전 (2022)